# بت زون
بت زون (بالإنجليزية: Petzone) هي سلسلة متاجر تعمل بالتجزئة مقرها الكويت وتختص ببيع وتجارة مستلزمات وأغذية الحيوانات الأليفة.

## البداية والأعمال
تم تأسيس السلسلة في عام 2010 كمتجر صغير في الكويت وبعد ذلك نمت السلسلة لعديد المواقع وأركان تسوق علاوة على عدة متاجر في الإمارات العربية المتحدة، بالإضافة للتجارة الألكترونية وأنشطة توزيع في الكويت والإمارات وقطر والبحرين والسعودية. حيث تختص السلسلة بسلع تتعلق بالقطط والكلاب والطيور والأسماك والخيول والحيوانات الصغيرة كالأرانب وغيرها.
عرف عن السلسلة مساهمتها في رعاية وصحة الحيوان عن طريق دعم بعض منظمات الرفق بالحيوان والغير ربحية ذات الأهداف الأنسانية تجاه الحيوان والمجتمع معا.

## الجوائز
- جائزة بت كويب (بالإنجليزية:PetQuip Award 2021) في بريطانيا عام 2021 المركز الأول كأفضل متجر تجزئة وموزع دولي.[22]
- جائزة ريتيل ايشيا (بالانجليزية: Retail Asia 2022): أفضل تجارة تجزئة في قارة آسيا عام 2022[23]